# Collegium Musicum des KIT
| Collegium Musicum des KIT | Collegium Musicum des KIT           |
| ------------------------- | ----------------------------------- |
|                           |                                     |
| Sitz:                     | Karlsruhe                           |
| Träger:                   | Karlsruher Institut für Technologie |
| Gründung:                 | 1967 (1925)                         |
| Gattung:                  | Sinfonieorchester                   |
| Leitung:                  | Hubert Heitz                        |
| Website:                  | www.collegium-musicum.kit.edu       |

Das Collegium Musicum des KIT ist ein studentisches Sinfonieorchester in Karlsruhe. Es ist neben dem Sinfonie- und Kammerorchester des KIT eines der Universitätsorchester des Karlsruher Instituts für Technologie (KIT).

## Geschichte
Das Orchester findet seine Wurzeln in dem 1925 gegründeten Akademischen Orchester. Nach dem Krieg wurde es 1966 als Akademisches Kammerorchester wiedergegründet. Studenten waren zu dieser Zeit kaum vertreten. 
1967 benannte sich das Orchester in den heutigen Namen um. Im Zuge dessen, unter der musikalischen Leitung von Rainer Baum und der organisatorischen Leitung durch Alexander Voigt, wandelte sich das Orchester. In den 1970er Jahren wurde es zu einem Sinfonieorchester in dem Studenten öfter vertreten sind.

## Aktuelle Orientierung
Aktuell ist das Sinfonieorchester der Klassik, der Romantik und der klassischen Moderne zugewandt.